# United Music Group
United Music Group (UnitedMG) — один из крупных рекорд-лейблов России и дистрибьютор музыкального контента, возникший в конце 2013 года, после слияния трёх звукозаписывающих компаний: «Квадро-диск», «Классик Компани» и «Никитин Медиа Диджитал Контент».

## История
Каждая компания-учредитель UnitedMG представлена в объединённой структуре управляющим акционером. От «Квадро-диск» — Андрей Бражкин, от «Классик Компани» — Дмитрий Горев, от «Никитин Медиа Диджитал Контент» — Алексей Никитин. На момент объединения, все три лейбла давно работали на российском музыкальном рынке, обладали большими каталогами артистов, собственными сетями распространения продукции, и вошли в альянс, как абсолютно равноправные партнёры. «Никаких поглощений или покупок чьего-то убыточного бизнеса более мощными конкурентами в процессе создания UnitedMG не было» — утверждают руководители объединения.
Все участники UnitedMG начинали свой бизнес в первой половине 90-х годов с дистрибьюторской деятельности, с оптовых продаж аудиокассет и компакт-дисков. Постепенно, к концу 90-х годов, они стали приобретать эксклюзивные права на издание и распространение музыкальных альбомов популярных отечественных исполнителей, что позволило им занять стабильные позиции в российской звукозаписывающей индустрии.
Лейбл «Квадро-диск», как самостоятельная единица, появился на рынке в 1994 году, однако коллектив создателей компании сложился двумя годами раньше. В 1996-м была основана «Классик Компани», а в 2000-м — компания «Никитин». При этом Алексей Никитин, до учреждения именного лейбла, много лет руководил дистрибьюторским департаментом компании «Союз».
Первоначально «Квадро-диск» и «Классик Компани» не имели жанровых предпочтений. Одним из первых заметных проектов «Квадро-диска», был сборник «Песня Года», выпущенный совместно с компанией Игоря Крутого «АРС — Рекордс». С годами лейбл сосредоточился на эстрадном направлении, а «Классик Компани» на шансоне. Ведущими артистами «Квадро-диска» стали Стас Михайлов, Елена Ваенга, Дмитрий Хворостовский. А на «Классик Компани» издавались Иван Кучин, Катя Огонек, Михаил Круг, Ирина Круг, Сергей Трофимов и др.
Что касается компании «Никитин», начав с разноплановых проектов, постепенно лейбл сконцентрировался на рок-музыке и эстраде. На «Никитин» изданы: трибьют группа «Машина Времени», сольные альбомы Андрея Макаревича, диски «Хора Турецкого», Юрия Антонова, «ЧайФ», «Сургановой и оркестра», «Короля и Шута», «Ляписа Трубецкого» и др.
Основной задачей «Квадро-диска» и «Классик Компани» в начале 2000-х годов являлось «наращивание своих каталогов». И обе компании в этом проделали немалую работу, заключив ряд контрактов с наиболее коммерчески успешными российскими исполнителями. «Никитин» же, помимо пополнения своего каталога, подписал два важных соглашения. В сфере цифровой дистрибуции учредил в 2007 году компанию Digital Access вместе с Warner Music Group и Sony BMG Music Entertainment, а также лейблом «Союз» и промышленной группой Access Industries. Годом позже получил эксклюзивную лицензию от Warner Music International на производство, рекламу и физическую дистрибуцию международного каталога WMI на территории России и большинства стран СНГ. Начав сотрудничество с импорта фирменных CD и DVD, а также выпуска релизов по лицензии, в 2009 году «Никитин» и WMI расширили сферу сотрудничества, подписав эксклюзивное лицензионное соглашение о дистрибуции цифрового контента в России и СНГ. Таким образом, «Никитин» стал представлять и распространять репертуар WMI среди цифровых сервис-провайдеров и мобильных операторов.
Такие альянсы во многом диктовались революционными изменениями в звукозаписывающей индустрии и стремительным преобразованием данного рынка. Резко упали продажи музыки на физических носителях, но при этом появились новые прогрессивные возможности. Некоторые дистрибьюторы аудиопродукции и звукозаписывающие-компании прекратили или перепрофилировали свою деятельность. Ситуацию усугубил экономический кризис 2008 года. Оставшиеся на рынке игроки поняли, что для выживания, тем более, какого-то развития — нужно объединяться.
Первым проектом в этом направлении стало создание лейблами «Квадро-диск», «Классик Компани» и «Монолит» единой дистрибьюторской структуры под маркой «Торговый союз». Три компании сделали единую сеть распространения своей продукции, с общим складом и т. п. Они объединили свои инфраструктурные возможности. Опыт оказался удачным и теперь его использует лейбл UMG. У компании сегодня крупная дистрибьюторская сеть в России.
В учредители UnitedMG «Монолит» уже не вошёл, а вот для лейбла «Никитин» слияние с «Квадро-диск» и «Классик Компани» получилось логичным и своевременным.

«После открытия Warner Music Russia, летом 2013 года, компании Warner Music International больше не требовался в качестве лицензиата лейбл „Никитин“. И 1 декабря 2013 года наш контракт завершился». Тут же «Никитин» объединяет "свои возможности и каталог, где уже есть такой топ-исполнитель, как Григорий Лепс с ресурсами «Квадро-диска» и «Классик Компани», и образуется лейбл UnitedMG, претендующий, по мнению авторитетных участников рынка, на роль «первого российского мейджора».— Алексей Никитин

«Соединились компании, обладающие максимальными каталогами российских исполнителей. Когда материал таких певцов, как Лепс, Михайлов, Трофим предлагается не разными компаниями, а, образно говоря, реализуется из одних рук, это увеличивает объёмы продаж. Наше объединение продиктовано экономическими соображениями и пониманием того, что оно выгодно всем участникам UnitedMG».— Андрей Бражкин
Эту мысль подтверждает и Никитин:

 «Мы давно знаем друг друга, доверяем друг другу, придерживаемся одинаковых принципов в бизнесе. Поэтому можем вместе построить сильную структуру, способную конкурировать и с российскими отделениями мировых мейджоров, если наши и их интересы будут пересекаться на российском музыкальном рынке».
По договорённости учредителей, в UnitedMG осуществляется «общее управление каталогами, вошедших в альянс компаний, и общая покупка новых проектов». Подписывая с артистом контракт на новый альбом, представители объединённого лейбла стараются подписать на UnitedMG и весь бэк-каталог данного исполнителя. «Наша задача работать именно с полными каталогами ведущих исполнителей. В каждом случае это несколько сотен треков».
В увеличении своих материальных и управленческих возможностей, и в том, что «три сильных компании перестали конкурировать между собой» основатели UnitedMG видят одно из ключевых преимуществ единого лейбла.
Согласно статистике Yandex, UnitedMG предоставляет для размещения цифровым площадкам несколько десятков тысяч музыкальных треков. Более 50 % востребованных российских исполнителей представлены в каталоге UnitedMG.

## Собственники и руководство
Основные владельцы компании:
Андрей Бражкин, Дмитрий Горев, Дмитрий Майко.
Алексей Никитин ушёл из музыкального бизнеса в конце 2016 года после неудачной попытки создания новой рекорд-компании.

## Деятельность
Компания занимается разработкой автоматической загрузки своего контента на различные интернет-платформы, и максимально качественно управляет данным контентом. У UnitedMG есть несколько каналов на YouTube, разделённых по музыкальным направлениям.
Заметив активизацию рынка виниловых пластинок, UnitedMG к 2015 году подготовила «линейку виниловых изданий». Их будет более пятидесяти. В перечень войдут лучшие альбомы или сборники «The best» ведущих исполнителей каталога UnitedMG.
Руководители UnitedMG считают, что в своём сводном каталоге сегодня охватывают «фактически все жанровые сегменты популярной музыки». А основные перспективные задачи лейбла: сохранить свою долю на рынке, продолжить наращивание каталога и постоянно модернизировать свои дистрибьюторские возможности.
На сегодняшний день United Music Group является правообладателем механических, цифровых, публичных авторских и смежных прав на произведения таких исполнителей как Григорий Лепс, Emin, «Океан Ельзи», «Ночные Снайперы», Guru Groove Foundation, «Хор Турецкого», «Вопли Відоплясова», «Чайф», «Крематорий», Джанго, «Мураками», Slim, Анжелика Варум, Леонид Агутин, Дмитрий Хворостовский, Сергей Трофимов, Елена Ваенга, Стас Михайлов и многих других.
Также UnitedMG представляет интересы различных независимых зарубежных лейблов. В международном каталоге UnitedMG широко представлены популярные артисты 80х-90х годов, такие как Bad Boys Blue, Haddaway, Dschinghis Khan, Fancy, Joy, The Rockets, Toto Cutugno, Bobby Farrell, Jessica Jay, Mr.President, Captain Hollywood, а также современные исполнители, такие как Inna, Akcent, Lariss, Kid Massive, Ayah Marar, Global Deejays, Zhi-Vago, Miss Jane, Darude, Narcotic Sound, Daniel Powter, Ex-Plosion и многие другие.
UnitedMG не является закрытым сообществом. Основатели лейбла допускают, что со временем количество генеральных акционеров компании может увеличиться, и UnitedMG продолжит расти за счёт привлечения в структуру компании новых партнёров.